# Distretto dell'Inn
Il distretto dell'Inn è stato un distretto del Canton Grigioni, in Svizzera, fino alla sua soppressione avvenuta il 31 dicembre 2015. Dal 1º gennaio 2016 nel cantone le funzioni dei distretti e quelle dei circoli, entrambi soppressi, sono stati assunti dalle nuove regioni e il territorio dell'ex distretto coincide ora con quello della nuova regione Engadina Bassa/Val Müstair.
Era il secondo distretto per superficie (dopo il distretto di Surselva) e l'ottavo per popolazione del Canton Grigioni, confinante con i distretti di Maloggia e di Prettigovia/Davos a ovest, con l'Austria (distretti di Bludenz nel Vorarlberg e di Landeck nel Tirolo) a nord e con l'Italia: provincia autonoma di Bolzano in Trentino-Alto Adige a est e provincia di Sondrio in Lombardia a sud. Il capoluogo era Scuol.

## Geografia antropica

### Suddivisioni amministrative

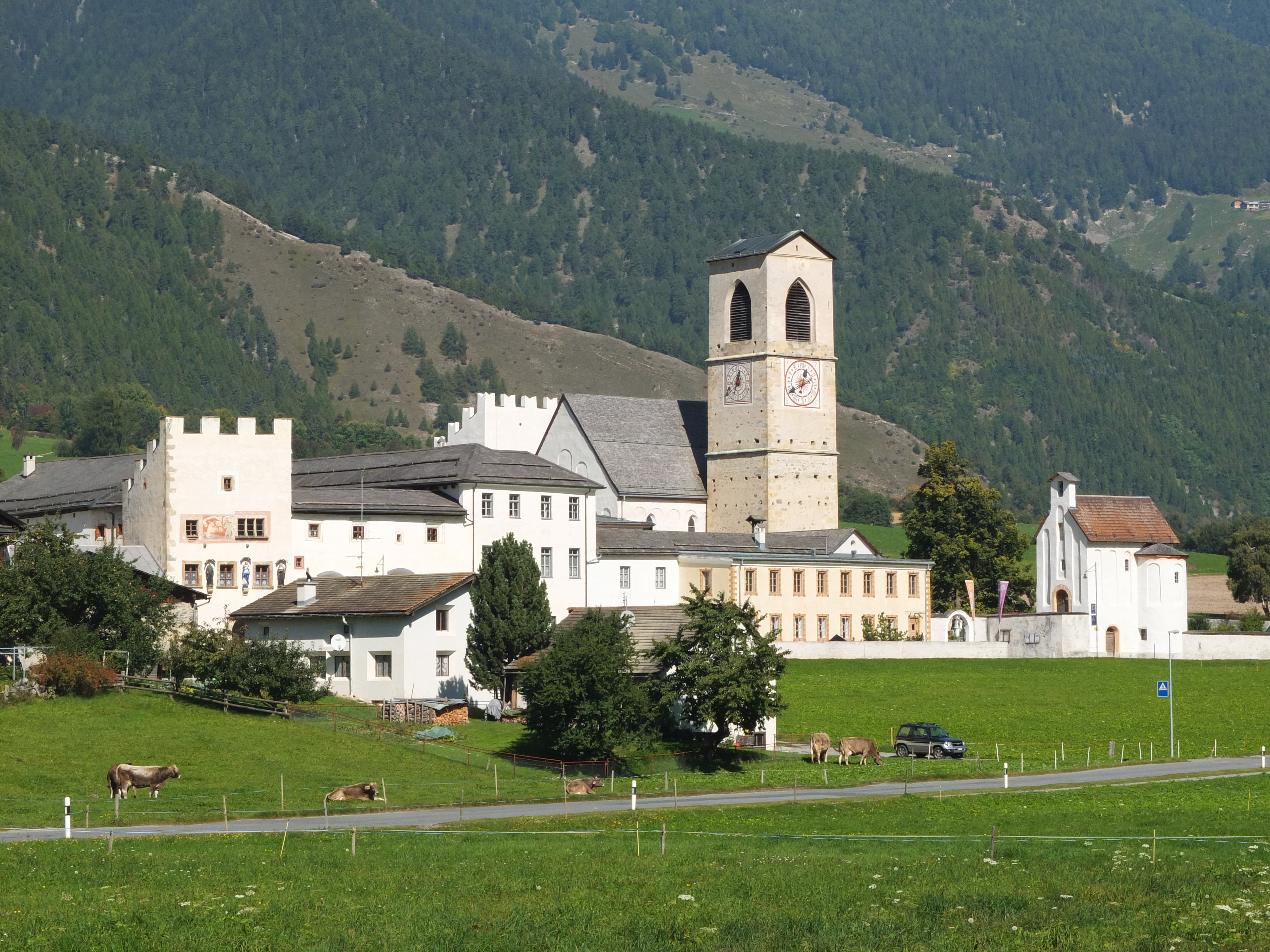
Monastero di San Giovanni (Val Müstair)

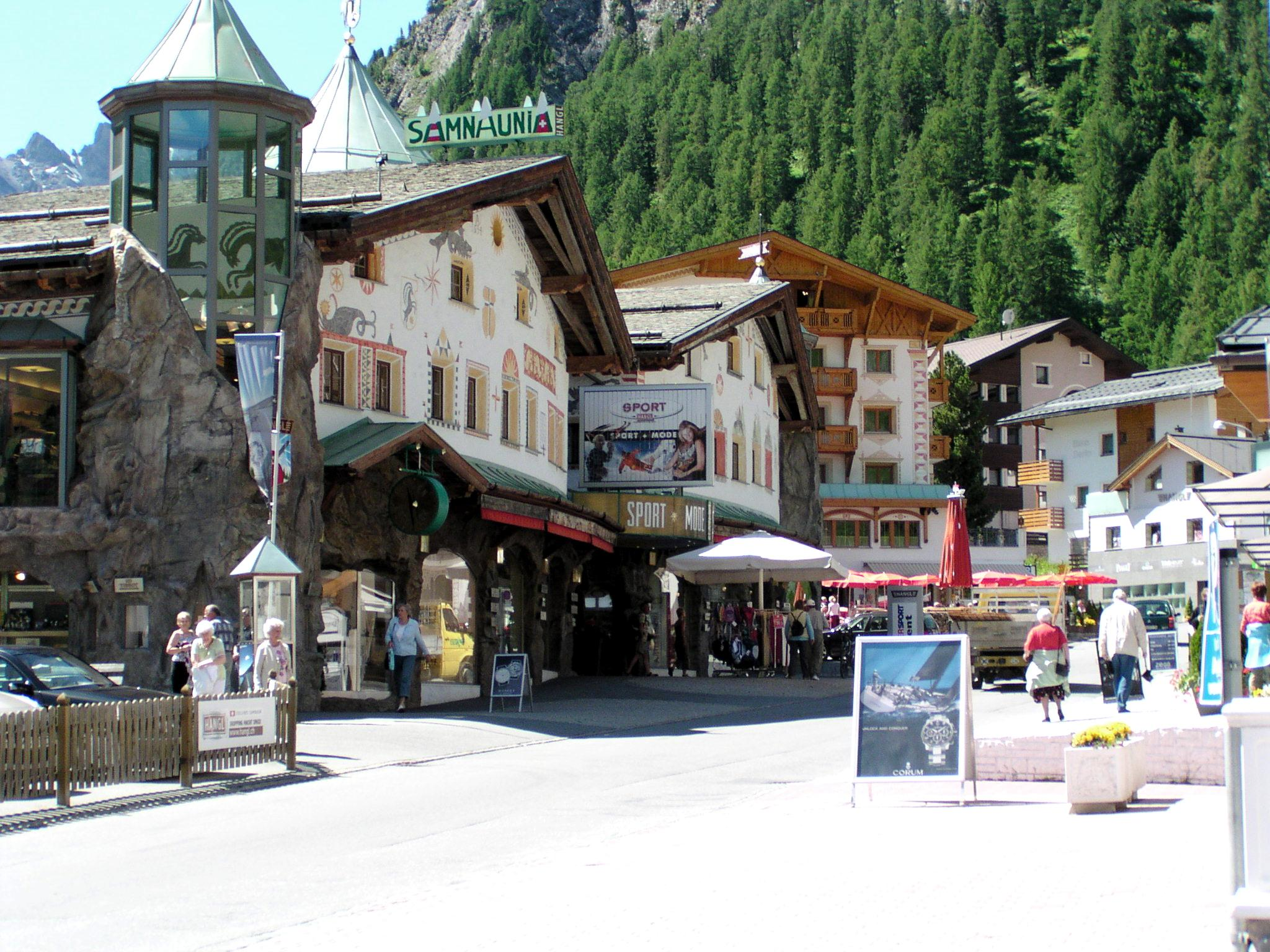
Samnaun

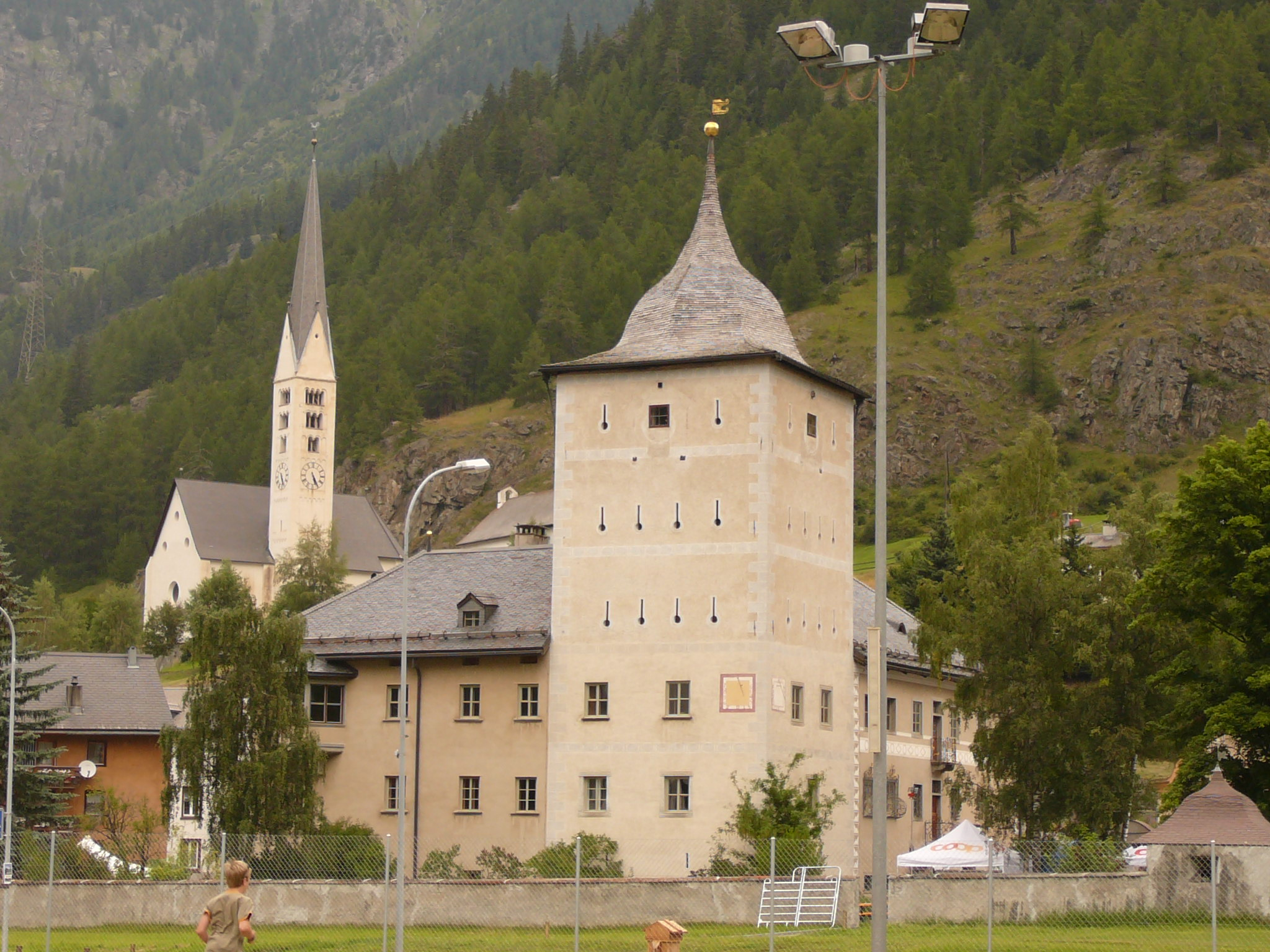
Chiesa e Castello di Wildenberg, Zernez

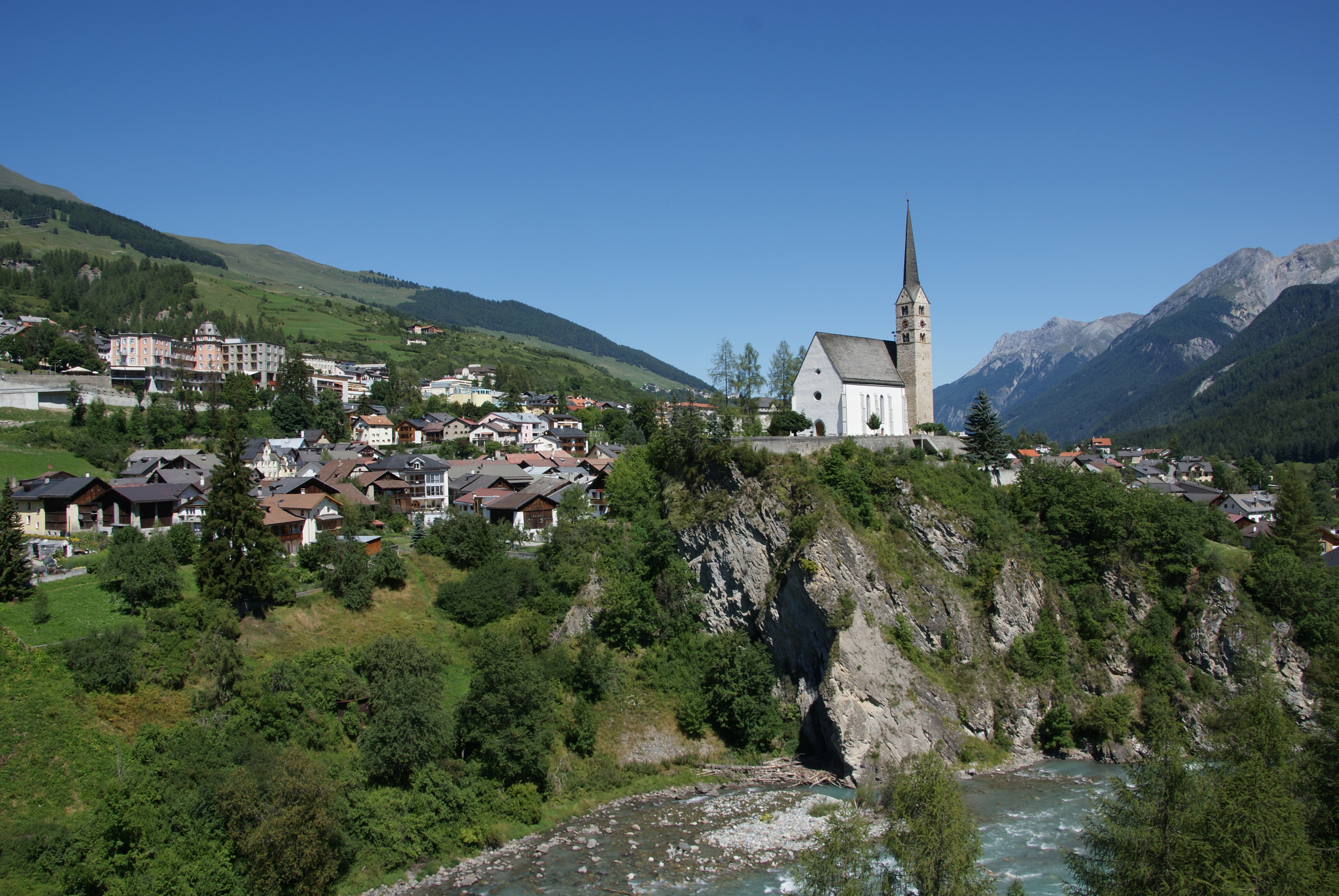
Scuol

Il distretto dell'Inn era diviso in 4 circoli e 5 comuni:
| Circolo di Val Müstair | Circolo di Val Müstair | Circolo di Val Müstair | Circolo di Val Müstair |
| Stemma                 | Nome del comune        | Abitanti 31-12-2016    | Superficie in km²      |
| ---------------------- | ---------------------- | ---------------------- | ---------------------- |
| Val Müstair            | Val Müstair            | 1538                   | 198,65                 |

| Circolo di Ramosch | Circolo di Ramosch | Circolo di Ramosch  | Circolo di Ramosch |
| Stemma             | Nome del comune    | Abitanti 31-12-2016 | Superficie in km²  |
| ------------------ | ------------------ | ------------------- | ------------------ |
| Samnaun            | Samnaun            | 758                 | 56,18              |
| Valsot             | Valsot             | 876                 | 159,16             |

| Circolo di Sur Tasna | Circolo di Sur Tasna | Circolo di Sur Tasna | Circolo di Sur Tasna |
| Stemma               | Nome del comune      | Abitanti 31-12-2016  | Superficie in km²    |
| -------------------- | -------------------- | -------------------- | -------------------- |
| Zernez               | Zernez               | 1590                 | 344,04               |

| Circolo di Suot Tasna | Circolo di Suot Tasna | Circolo di Suot Tasna | Circolo di Suot Tasna |
| Stemma                | Nome del comune       | Abitanti 31-12-2016   | Superficie in km²     |
| --------------------- | --------------------- | --------------------- | --------------------- |
| Scuol                 | Scuol                 | 4682                  | 438,63                |

## Variazioni amministrative

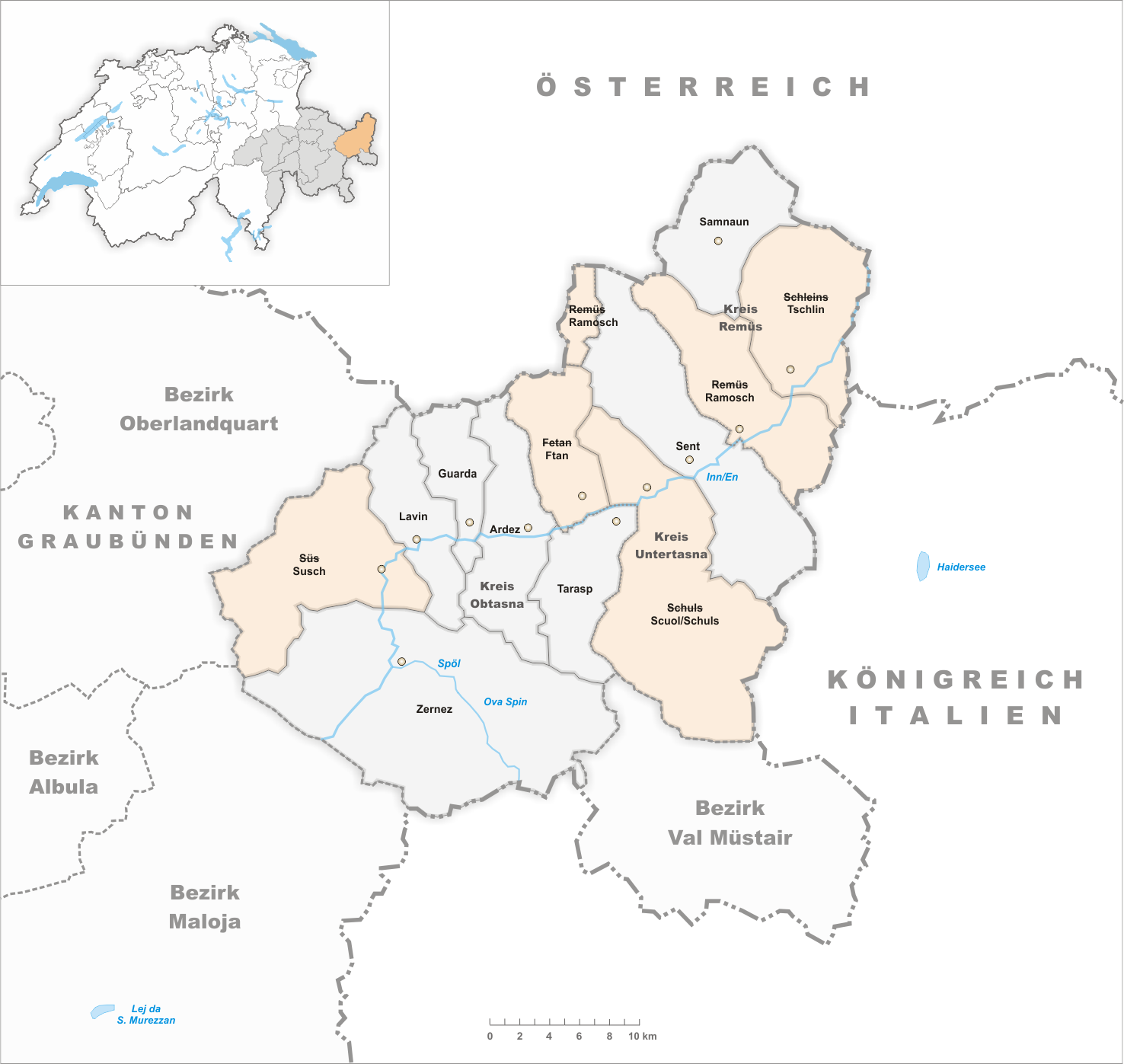
I comuni fino al 1942
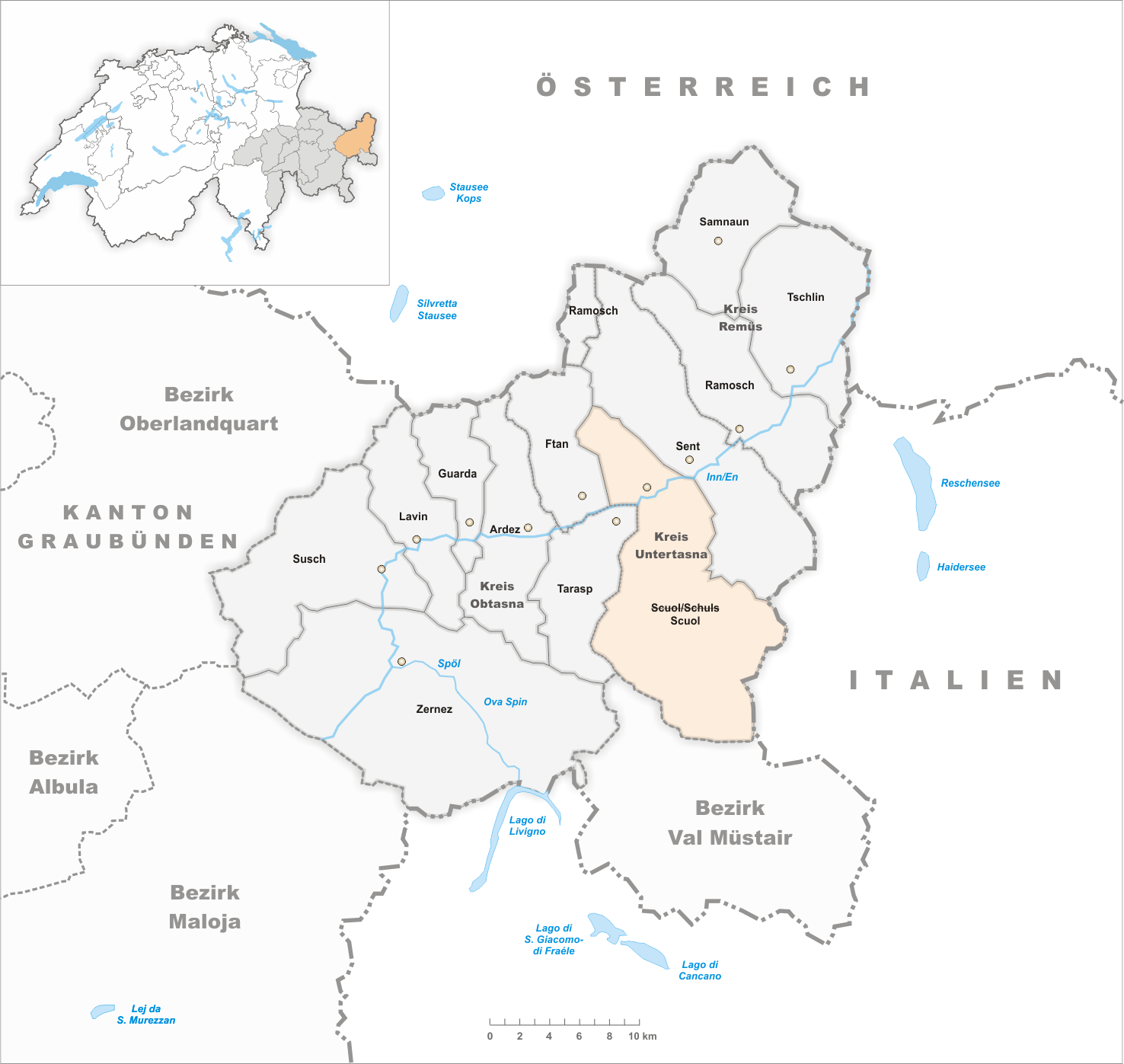
I comuni fino al 1969
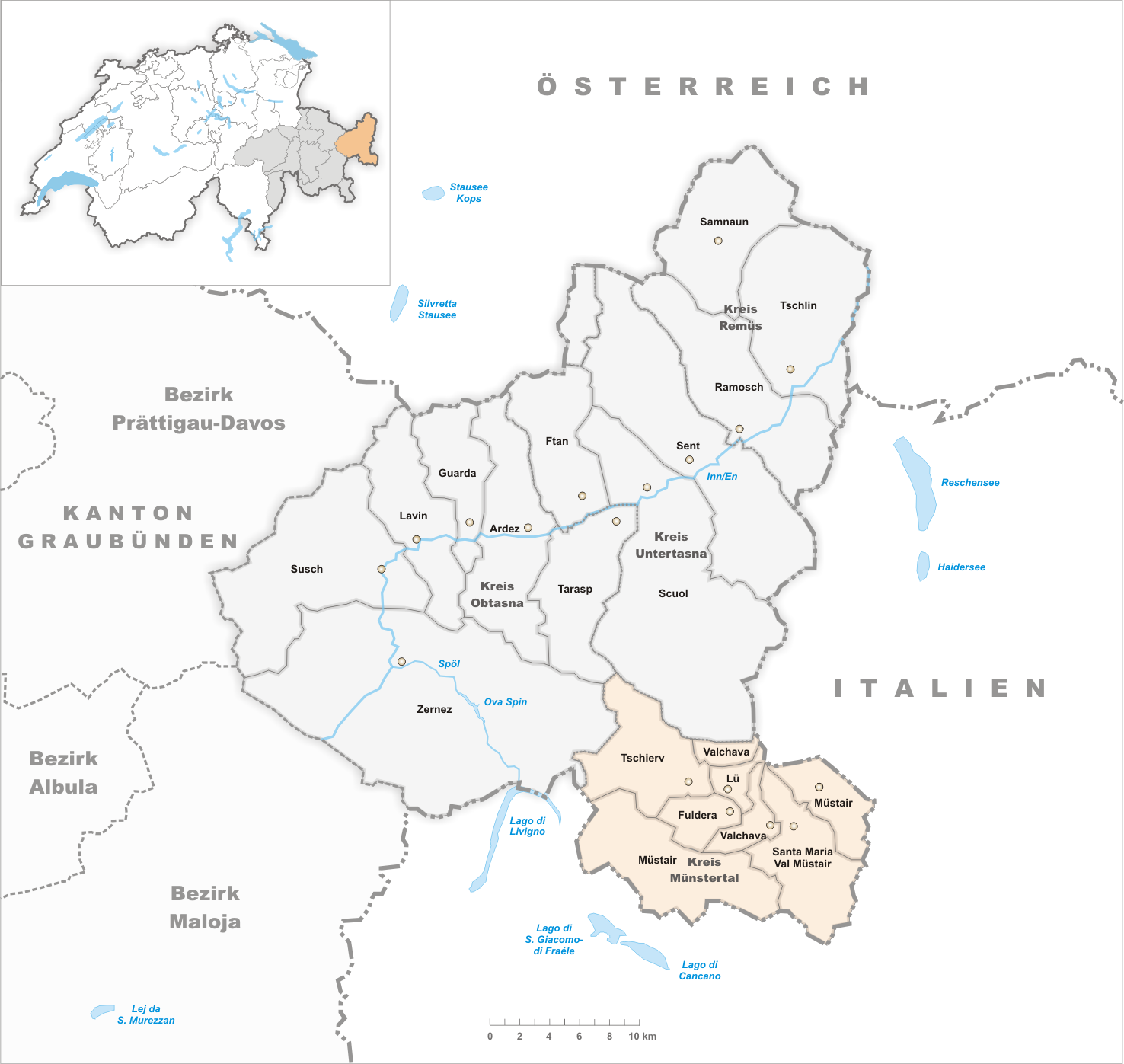
I comuni fino al 2001
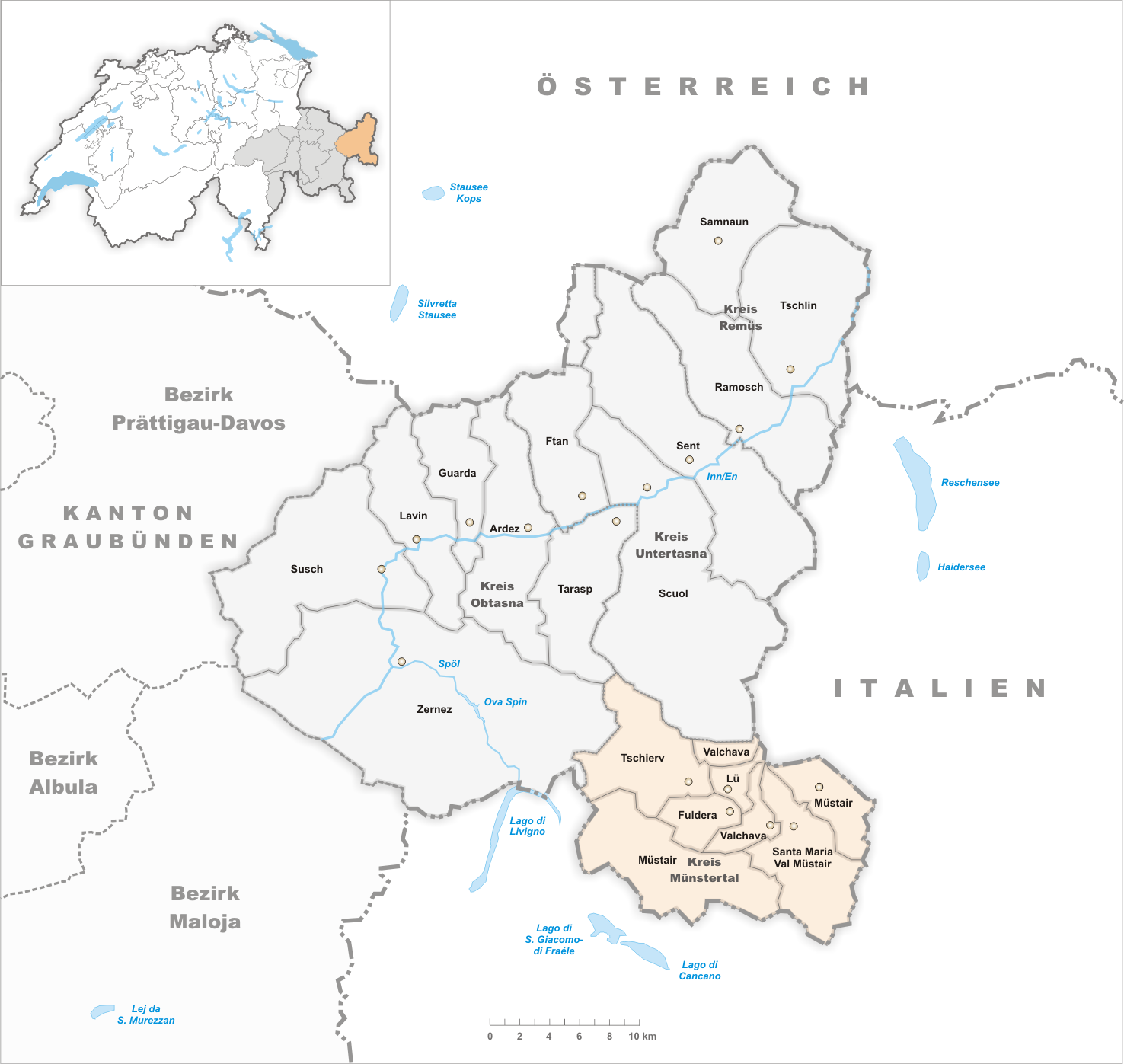
I comuni fino al 2008
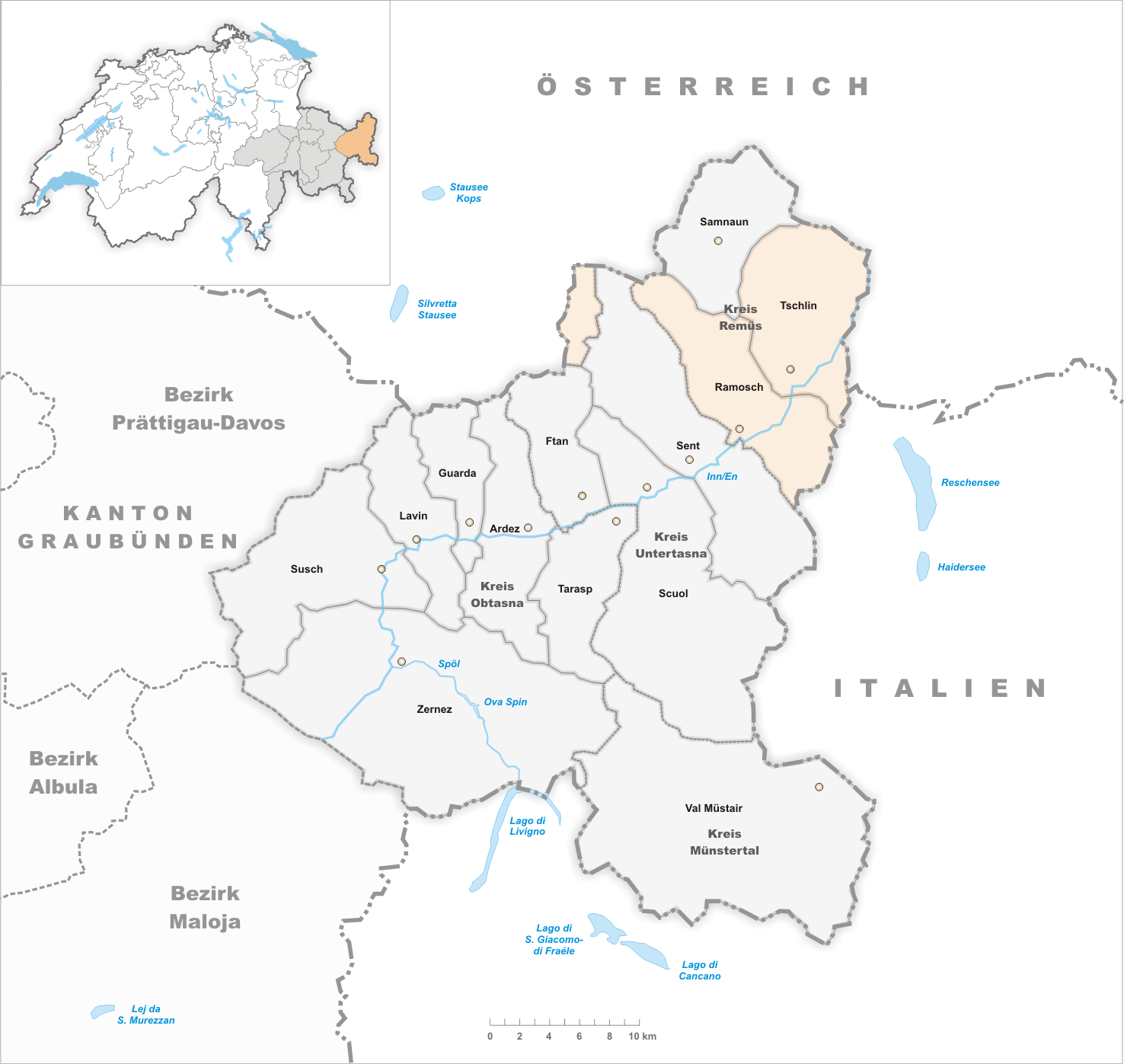
I comuni fino al 2012
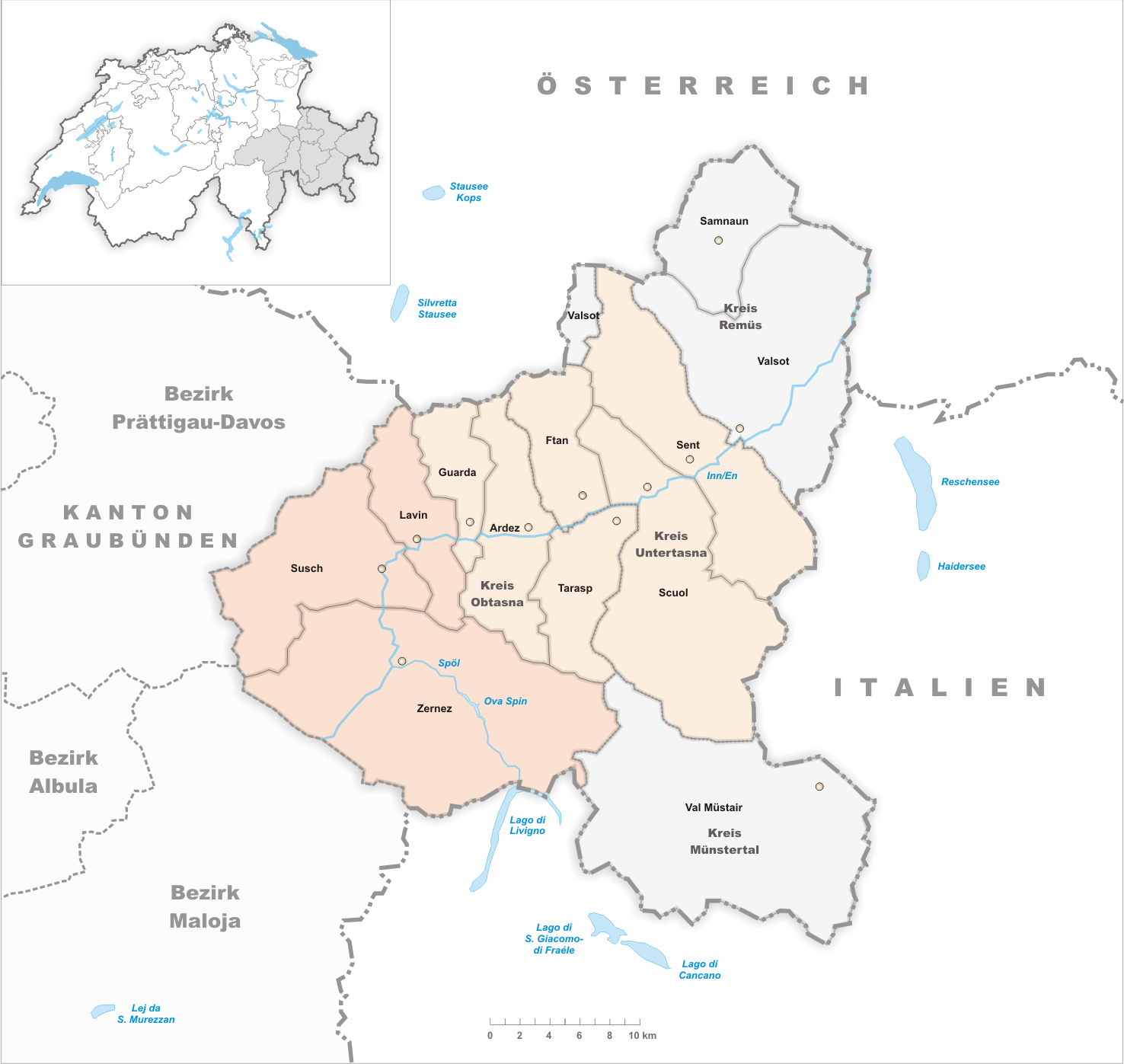
I comuni fino al 2014

- 1943: il comune di Fetan cambia nome in Ftan
- 1943: il comune di Remüs cambia nome in Ramosch
- 1943: il comune di Schleins cambia nome in Tschlin
- 1943: il comune di Schuls cambia nome in Scuol/Schuls
- 1943: il comune di Süs cambia nome in Susch
- 1970: il comune di Scuol/Schuls cambia nome in Scuol
- 2001: i comuni del vecchio distretto di Val Müstair passano al distretto dell'Inn
- 2009: aggregazione dei comuni di Tschierv, Fuldera, Lü, Valchava, Santa Maria Val Müstair e Müstair nel nuovo comune di Val Müstair
- 2012: aggregazione dei comuni di Ramosch e Tschlin nel nuovo comune di Valsot
- 2015: i comuni di Ardez, Ftan, Guarda, Sent e Tarasp vengono aggregati a Scuol
- 2015: i comuni di Lavin e Susch vengono aggregati a Zernez